# Сакэкранг
Сакэкранг (тайск. แม่น้ำสะแกกรัง; Такдэт, Вангма, Вонг, Дыа) — река в провинциях Накхонсаван и Утхайтхани региона Центральный Таиланд, приток Чаупхраи.

## География
Протяжённость реки — 225 км. Сакэкранг берёт начало в национальном парке Мэвонг провинции Накхонсаван. Большая часть реки проходит в провинции Утхайтхани. Впадает в Чаупхраю в городе Утхайтхани одноимённой провинции, недалеко от храма Ват Та Сунг. Сакэкранг входит в бассейн Чаупхрая. Общая площадь водосбора реки составляет 5191 км².
Река используется для выращивания пандана и разведения рыбы в плавающих корзинах, что является основным занятием жителей провинции.

## Притоки
Основные притоки Сакэкранг: Тхапсалау, Вангма, Вонг, Пхо и Такдэт.

## Галерея

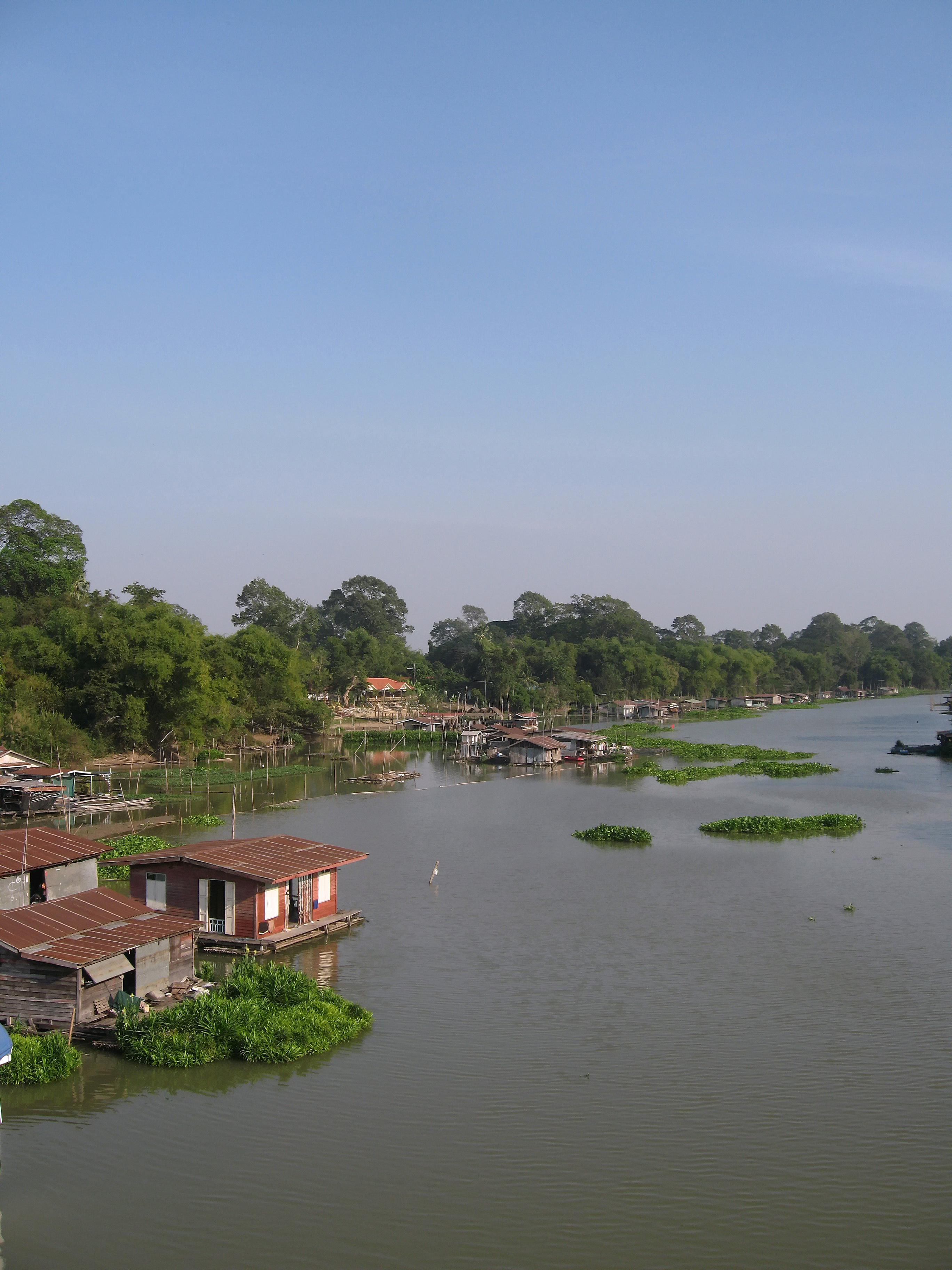
Река Сакэкранг в городе Утхайтхани
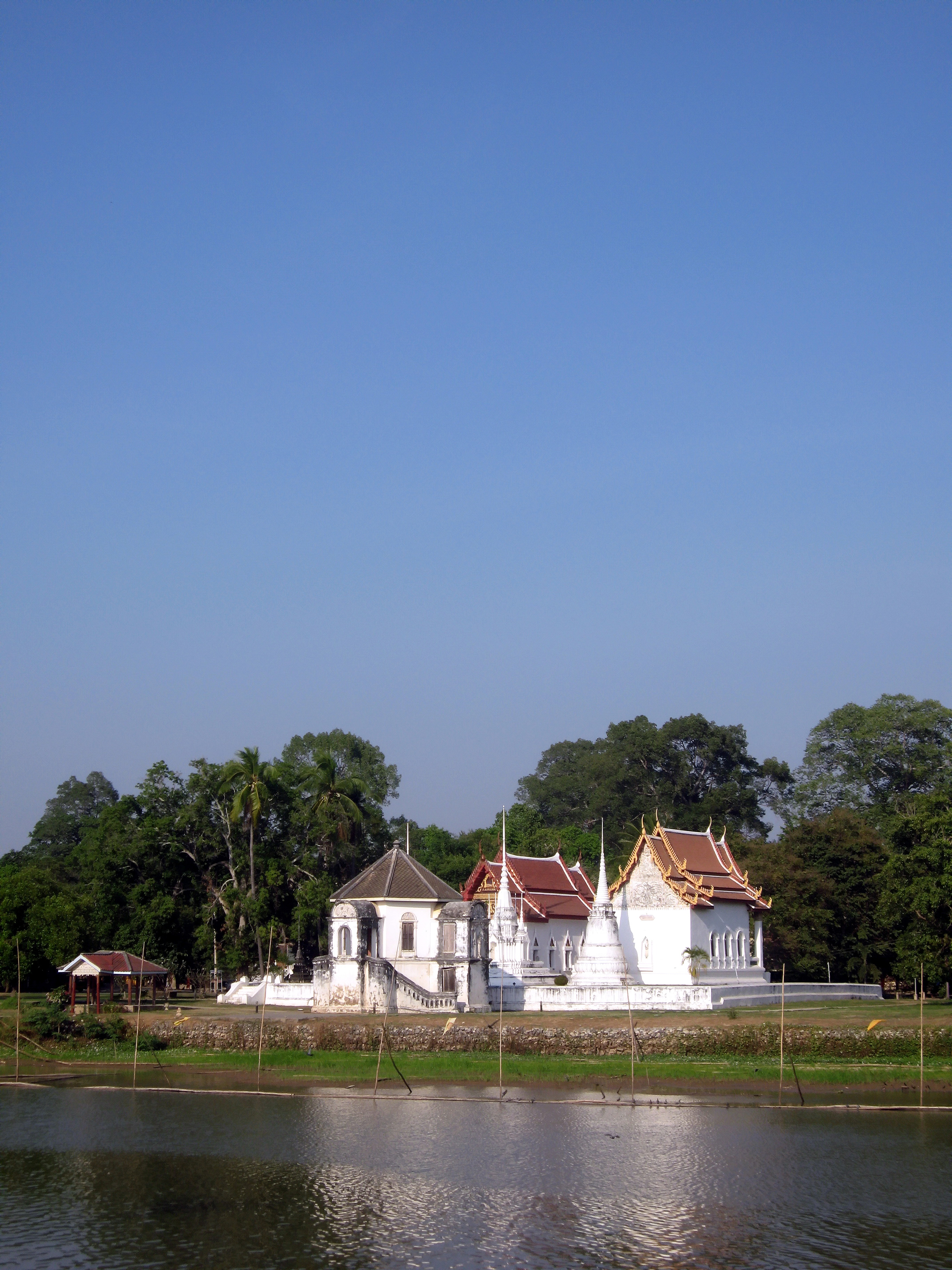
Буддийский храм Ват Упосатхарам на берегу реки Сакэкранг в городе Утхайтхани